# Historieta en el Brasil

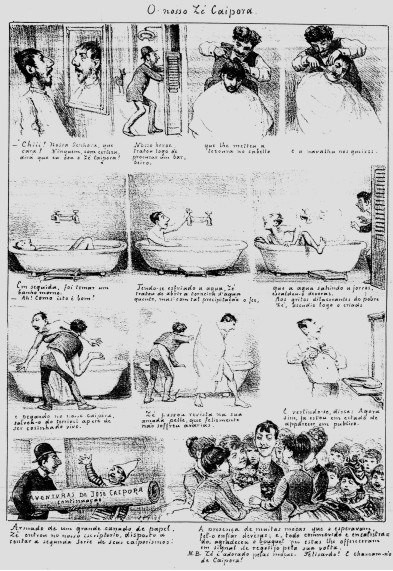
Zé Caipora, de Angelo Agostini.

La historieta o cómic brasileño tiene su origen en el siglo XIX, con la irrupción en la prensa de las tiras de estilo satírico. Recién a comienzos del siglo XX se publicarán las primeras revistas dedicadas específicamente a las historietas.
A pesar de contar con reconocidos artistas (Maurício de Sousa, Mike Deodato, Flávio Colin, Glauco, Laerte, Ziraldo), y que algunos de ellos alcanzaran trascendencia internacional trabajando para el exterior: Roger Cruz (X-Men) y Mike Deodato (Thor, Mujer Maravilla), el mercado del cómic brasilero siempre estuvo muy influenciado por la producción extranjera y dominado por la importación de material. A principios de la década del 2000, la producción estadounidense se ubicaba en primer lugar, con casi 40% del mercado, el cómic europeo con un 13% de las publicaciones totales y el material japonés con un 18%, mientras que la producción nacional representaba sólo un 29%.
La única vertiente de la que se puede decir que el Brasil generó su propio estilo es la tira. A pesar de no ser originaria del país, allí se generaron características particulares. Durante la dictadura de los años 1960 y más tarde con el movimiento underground de los años 1980, las tiras brasileras adquirieron una personalidad más ácida que la norteamericana. Sin embargo, en las últimas décadas la historieta ha perdido espacio en los periódicos, y sólo un 40% de las tiras son de producción propia, siendo la mayoría de procedencia estadounidense.

## Terminología
En Brasil el término más común para llamar a la historieta es el de histórias em quadrinhos o simplemente quadrinhos. También, aunque de mayor uso en Portugal se la puede denominar banda desenhada (traducción del francés bande dessinée).

## Historia

### Precursores y primeros pasos (1837-1930)

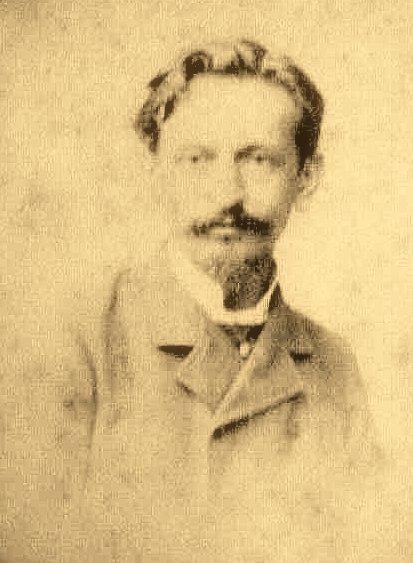
Angelo Agostini.

Para algunos investigadores, la fecha de fundación de la historieta en el Brasil está fijada como el 14 de diciembre de 1837, cuando se publicó A Campainha e o Cujo, de Manuel de Araújo Porto-Alegre. Otros estudiosos dan ese status a As aventuras de Nhô-Quim, ou Impressões de uma Viagem à Côrte (Las aventuras de Nhô-Quim, o Impresiones de un Viaje a la Corte) de Angelo Agostini, publicado en A Vida Fluminense el 30 de enero de 1869.
Sin entrar en la discusión de cuál fue el primer cómic, es reconocido por todos el trabajo pionero del italiano Angelo Agostini, quien en 1876 (el 1 de enero salió el primer número) fundó la Revista Ilustrada (dirigiéndola hasta 1888, cuando retornó a Europa) y con ella una tradición de dibujo humorístico-satírico en las publicaciones periódicas. De aquel primer relato ilustrado, Nhô-Quim, realizó un total de nueve páginas dobles antes de abandonar la revista. Cândido Aragonés de Faria luego de su partida realizó cinco más imitando su estilo. Otro de sus personajes más populares fue Zé Caipora, que empezó a serializarse en el número 331 de Revista Ilustrada, el 27 de enero de 1883. De esta historia se publicaron 25 capítulos antes de que Agostini viajara a Europa. En 1895, al regresar del Viejo Continente, la revista Don Quixote republicó todas las páginas. Ese mismo año, Vivaldi, director de Ilustraçao do Brasil, firmó un contrato con revistas norteamericanas para utilizar sus ilustraciones, marcando así el inicio de una constante intervención extranjera en el medio historietístico brasilero.

#### O Tico-Tico

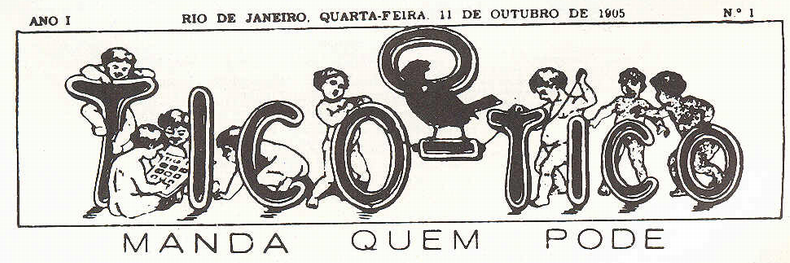
Encabezado del primer número de O Tico-Tico. Obra de Angelo Agostini.

El 11 de octubre de 1905 apareció O Tico-Tico, revista infantil, elaborado por el diseñador Renato de Castro, el proyecto ha sido presentado a Bartolomé Luis de Souza, dueño de la revista O Malho (en la cual trabajó Agostini, luego del cierre de Don Quixote). O Tico-Tico es considerada la primera revista de historieta de Brasil, y contaba con la colaboración de artistas reconocidos, como J. Carlos, Max Yantok y Alfredo Storni. 
El cómic de mayor éxito por aquellos tiempos fue Chiquinho, considerado por muchos años como una creación brasileña hasta que en los años 1950, un grupo de historietistas denunció que en realidad era la copia de Buster Brown, obra de Richard Felton Outcault. Durante la época de la Primera Guerra Mundial, el dibujante de Chiquinho también tomó páginas de Little Nemo in Slumberland en las que incluyó a su personaje. El resto del material de O Tico-Tico se copiaba de revistas norteamericanas y francesas.
A pesar de que Buster Brown dejó de publicarse en los Estados Unidos, el éxito en el Brasil se tradujo en la continuidad de la historia por parte de artistas nacionales. Fue Loureiro en que quien recayó tal tarea. Luego lo harían A. Rocha, Alfredo Storni, Paulo Affonso, Osvaldo Storni (hijo de Alfredo) y Miguel Hochmann, su último ilustrador. Otras historietas incluidas en la revista fueron: Reco-Reco, Bolão e Azeitona, obra de Luis Sá, también muy utilizados en la publicidad de diferentes productos en las décadas de 1950 y 1960; Zé Macaco e Faustina de Alfredo Storni; y Kaximbown, por Max Yantok, una tira cómica.
En 1930, algunos personajes de las tiras cómicas de los Estados Unidos fueron publicados en la revista como Mickey Mouse (llamado el Ratinho Curioso), Krazy Kat (llamado el Gato Maluco) y El gato Félix. J.Carlos fue el primer artista brasileño en dibujar personajes de Disney en las páginas de O Tico-Tico.
O Tico-Tico sería publicado hasta los años 1950, sacando una edición facsimilar en 1955 para celebrar el cincuentenario de la revista. (Después de que se publicaron las ediciones especiales maul con el título "O Tico-Tico Apresenta" hasta 1977) Sin embargo, nuevas revistas, con propuestas diferentes, tomaron mayor protagonismo y la pionera publicación debió cerrar sus puertas.

### El auge de losSuplementos Juveniles(1930-1945)
Waldomiro Vergueiro, investigador y docente brasilero, dice que la invasión norteamericana de principios de los años 1930 estuvo marcada por la aparición de dos publicaciones, A Gazetinha en São Paulo, y Suplemento Juvenil en Río de Janeiro. Tanto es así, que Álvaro de Moya define a la aparición de los suplementos juveniles en los principales periódicos del país como una "revolución editorial en el campo de los cómics".
En septiembre de 1929 el periódico A Gazeta de São Paulo dio a conocer un nuevo suplemento orientado al público infantil –A Gazetinha–, inicialmente editado con una cadencia semanal, para luego aumentar dos a tres veces la frecuencia, dada su popularidad. La participación de series norteamericanas en la primera etapa de la publicación (hasta 1930) fue escasa, siendo, sin dudas, la más destacada Little Nemo in Slumberland de Winsor McCay; contrastando con la segunda etapa, más exitosa, que se dio entre 1933 y 1940. Mientras tanto, en la edición del 14 de marzo de 1934 del periódico carioca A Nação (La Nación), Adolfo Aizen introdujo un nuevo suplemento (con portada de J. Carlos), inspirado en los suplementos coloreados que había conocido a través de sus contactos en la imprenta norteamericana. El Suplemento Juvenil, un semanario en formato tabloide se convirtió luego de catorce números en una publicación independiente, primero bisemanal y luego editada martes, jueves y sábados. Ambas publicaciones coincidían en albergar en sus páginas numerosas series estadounidenses: Flash Gordon de Alex Raymond, Tarzán (Harold Foster), Mandrake el mago, Dick Tracy, Mickey Mouse y Popeye en O Suplemento; Superman (en 1939), Brick Bradford, O Fantasma y Barney Baxter en A Gazetinha. No obstante, la principal diferencia entre ambas radicaba en el alcance de su distribución. Mientras que A Gazetinha era distribuida sólo en São Paulo, Suplemento lo era a nivel nacional, cobrando así mayor trascendencia en los lectores de todo el país. La importancia del mercado norteamericano no impidió que entre los más célebres trabajos de la época también hubiera obras de autores locales. En la revista de Aizen destacaron As aventuras de Roberto Sorocaba ou A Exploração de Atlântida, de Monteiro Filho y también cómics de Fernando Dias da Silva, Celso Barroso, Antonio Euzebio, Alcyro Dutra y Salvio. En el suplemento de A Gazeta el mayor éxito fue Garra Cinzenta (1937) de Francisco Armond (guion) y Renato Da Silva (dibujos). El suceso de la serie fue tal, que la llevó a publicarse en un álbum, vendido luego a México y más tarde, desde en la revista belga Le Moustique. Esto motivó la confusión de los investigadores franceses, que por muchos años la tuvieron como una serie mexicana. Los otros exponentes fundamentales de este periodo de la publicación fueron Messias de Mello (con numerosas obras) y Nino Borges (Bolinha a Bolonha).
El éxito obtenido por las dos publicaciones pioneras atrajo al mercado a otros actores, tal es el caso de Roberto Marinho, propietario del periódico O Globo de Río de Janeiro, que no quiso quedarse fuera, sacando en 1937 O Globo Juvenil, imponiéndose como rival directo del Suplemento de Aizen. Tanto es así que muchos de los títulos pasaron de este último al suplemento carioca unos años después. O Globo Juvenil dejó de salir en 1950, habiendo pasado por sus páginas Li'l Abner, The Phantom y Alley Oop, entre otras series. El mismo año comenzó a editarse O Correiro Universal, siendo sus éxitos más importantes la obra de F. Acquarons sobre O Guarany, novela de José de Alencar y la serie Connie.
En 1939, también por la empresa de Marinho, fue lanzada la revista O Gibi (en formato comic-book), nombre que más adelante se convertiría en sinónimo de revista de historietas, dada su popularidad. En su momento el director de O Globo la situó como rival de Mirim, la publicación dirigida por Aizen. O Gibi fue continuadora de la tradición humorística, destacando la labor de Belmonte (Juca Pato) y la de Péricles de Andrade Marinhão (Amigo da Onça, publicada en O Cruzeiro a partir de 1942). En sus páginas también se publicaron numerosas series de origen estadounidense: Charlie Chan, Captain Easy, Barney Baxter, Oaky Doaks y The Spirit. Al convertirse en una revista mensual, incluyó superhéroes como Namor y The Human Torch. Gibi se descontinuó en 1950, aunque la revista mensual continuó hasta 1963. Diez años después hubo un intento por reflotar O Gibi, pero solo se publicaron 40 números en formato tabloide, ahora bajo el nuevo nombre del sello editorial: Rio Gráfica.
Aizen, durante esta época, también sacó al mercado otras revistas: Lobinho (en formato estándar y también comic-book) y numerosas ediciones de cómics norteamericanos. El cierre definitivo de Suplemento Juvenil se dio en 1945, dejando atrás aquellas exitosas épocas en que contaba con una tirada de 370.000 ejemplares.

### El nacimiento de las editoriales (1945-1960)
El cierre de Suplemento, en cierto modo, marcó el inicio de una nueva etapa en la historia de la industria editorial de la historieta brasilera: el surgimiento de las editoriales especializadas. Nuevamente fueron los dos estados del sudeste del país (Río de Janeiro y São Paulo) los centros de la actividad.

#### EBAL
El 18 de mayo de 1945, Adolfo Aizen presentó una nueva casa editorial: EBAL (Editora Brasil-América Limitada). En asociación con la Editorial Abril lanzó Seleções Coloridas (a todo color) con series de la Disney. Su primer éxito fue O Héroi, a la que siguieron ediciones en color de Superman (Super Homem, en portugués), Batman, Tarzán, El llanero solitario, Tom & Jerry, Bugs Bunny y series de antiguos colaboradores de Suplemento como Monteiro Filho y Antonio Euzebio. También incurrió en material dedicado al público infantil con História do Brasil y Casa Grande & Senzala (adaptación de la obra del sociólogo Gilberto Freire), dibujadas por Ivan Watsh Rodrigues, y La Independencia del Brasil por Eugenio Colonese. Mientras, André Le Blanc hizo O Guarany para las Edições Ilustradas, inaugurando una colección de clásicos de la literatura brasileña ilustrados por numerosos artistas (Iracema, de José de Alencar; Mar Morto y Gabriela, Clavo e Canela, de Jorge Amado; y Memorias de un sargento de milicias, por nombrar algunos de los más reconocidos). Ruy Barbosa, Tiradentes, Getúlio Vargas y otros personajes históricos, se vieron retratados en las historietas de la colección Grandes figuras. Las dificultades económicas en las décadas de 1970 y 1980 obligaron a la editorial a abandonar las historietas después de 40 años de protagonismo en ese mercado. Le Blanc también realizó la primera serie diaria sindicada del país: Morena Flor, distribuida en toda América Latina e incluso en los Estados Unidos.

#### RGE
Río Gráfica Editora nació en 1957, en el seno del conglomerado de medios que conformaba el grupo O Globo, con Roberto Marinho como presidente. El empresario participaba en el mercado de los cómics brasileños desde hacía ya casi dos décadas, por lo que ya conocía el campo y no tardó en posicionar su nueva empresa. En clara competencia con EBAL, mientras ésta publicaba el material de DC y Marvel, RGE comenzó a hacer lo propio con las tiras del King Features Syndicate. En 1986, pasó a llamarse Editora O Globo (luego de adquirir la editorial homónima del sur del país) y mudó su sede a São Paulo.

#### O Cruzeiro
Responsable de la revista de variedad del mismo nombre, esta casa editora también sacó al mercado títulos para el público infantil como: Luluzinha (La pequeña Lulú), Gasparzinho (Casper) y Zé Colmeia (Oso Yogui), entre otros. En 1959 inició la publicación de Pererê, realizado por Ziraldo (el mismo autor de O Menino Maluquinho y reconocido artista en el Brasil). El personaje principal de la historieta era un sací (personaje folclórico brasileño), por lo que no era extraño que las aventuras encerraran un contenido ecológica y de marcado carácter regional e histórico. La revista fue editada hasta 1964, año en que en el país se produjo un golpe militar en el mes de marzo.

#### Editora Abril
Nacida en 1950, la Editora Abril fue la encargada de publicar el material de la Compañía Disney en el Brasil desde ese mismo momento. La primera publicación fue O Pato Donald, que desde el número 479 comenzó a alternar su nombre con el de Zé Carioca (los números pares correspondían al personaje norteamericano y los impares al papagayo local). Luego del éxito de esta primera revista, Abril sacó a la venta otros títulos con personajes Disney: Mickey Mouse (1952); Tío Patinhas (1963), Margarida (Daisy); Pateta (Goofy). En 1970 se hizo cargo de Turma da Mônica, más tarde seguida por Cebolinha, y por Cascao y Chico Bento, todas con autoría de Maurício de Sousa.
Entre 1948 y 1950 A Gazetinha volvió, esta vez bajo el nombre de A Gazeta Juvenil, dirigida por Messias de Melo, albergando a numerosos dibujantes locales (Jayme Cortez Martins, Zaé Jr., Claudio De Souza, Walter Geneviva, Lindenbergh Faria, Sammarco, Ney Penteado), aunque realizando series italianas.
El 18 de junio de 1951 se inauguró la Primera Exposición Internacional de Comics de São Paulo, impulsada por Cortez, Syllas Roberg, Miguel Penteado, Reynaldo de Oliveira y Álvaro de Moya. El evento, que respondía a una visión antropológica de la historieta dentro del marco de las teorías de la cultura de masas, fracasó en tanto que las reivindicaciones por una ley que protegiera la producción brasileña se encontró con la resistencia de las editoriales y tampoco se logró el ansiado reconocimiento del cómic dentro del panorama artístico. Los historietistas brasileros debieron resignarse a no desarrollar nuevos personajes propios por la presión de las editoriales. Álvaro de Moya realizaba planchas del Pato Donald para Abril, al mismo tiempo que Gutemberg Monteiro marchaba a trabajar para el mercado norteamericano, dibujando los cómics de Tom & Jerry. EBAL, para demostrar el potencial educacional de las historietas (que por esa época estaban sufriendo críticas moralistas, principalmente en los Estados Unidos), contrató algunos artistas para producir material cultural, como ser la adaptación de libros y episodios de la historia del Brasil. Si bien esta generación de historietistas no tuvo suerte, sí fundó una base para el desarrollo que se produciría en la década siguiente, abriéndole el camino a artistas como Ziraldo y Maurício de Sousa.
En agosto de 1951, el género de terror vivió un momento de gran producción de mano de pequeñas editoriales paulinas (La Selva fue una de las pioneras) que, aprovechando la censura en Estados Unidos de este tipo de cómics convocó a numerosos artistas locales a llevar adelante las series que convertirían luego al género en tradicional. Dentro de la historieta del oeste apareció la revista Jerônimo, publicada por RGE en 1957, realizada por Edmundo Rodrigues, personaje que estaba basado en una radionovela.
En los años 1950 surgieron también los primeros trabajos de Carlos Zéfiro, maestro del cómic erótico y a finales de la década las series de Maurício de Sousa, Turma da Mônica (1959) y Bidu (1960). Esta última fue el mayor éxito entre las publicaciones de la editora Continental (más tarde Outubro), formada un año antes por un grupo de dibujantes locales. Las tiras de Mônica serían publicadas en revistas recién en 1970: primero por Abril, luego en 1987 por Editora Globo y a partir de 2007 por Panini.

### Producción propia (1960-1980)
Con la nueva década, en el sur del país, de la mano del gobernador Brizola se intentó conformar un Syndicate, pero éste resultó un fracaso. Henfil continuó con la tradición de la "tira" con sus personajes Graúna e Os Fradinhos.
El cómic de superhéroes tuvo un auge durante esta época, con varios personajes lanzados principalmente en revistas: Capitão 7 (mezcla de Flash Gordon y Superman), Escorpião (copia de The Phantom) y Raio Negro (versión basada en el Linterna Verde de la Edad de Plata a lo que se agregaba la visión de Cíclope de los X-Men). Dentro del género policial surgió O Anjo, creado por Flávio Colin, que luego se trasladara al cine como O Escorpião Escarlate. Mientras tanto, dentro de la historieta del oeste, apareció la tira del gaucho Fidêncio, de Júlio Shimamoto, al mismo tiempo que el género de terror tenía lugar en las revistas de Editora La Selva.

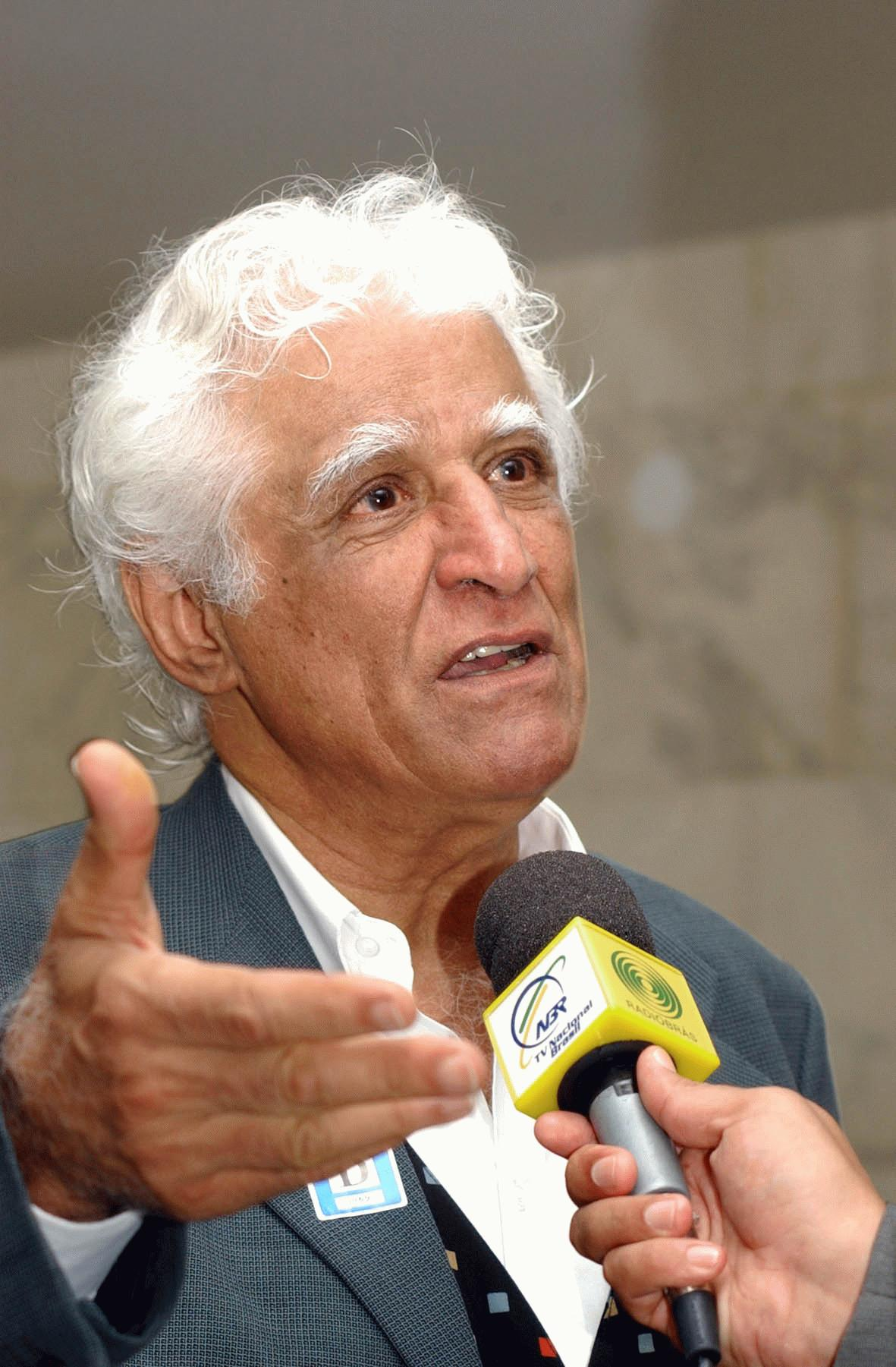
Ziraldo en 2003.

El comienzo de la década de 1970 se caracterizó por el auge de los cómics infantiles, con la publicación de las revistas de Maurício de Sousa y la constitución, por parte de la Editorial Abril, de un estudio artístico, dando la oportunidad a varios historietistas para que comenzasen a trabajar profesionalmente, produciendo principalmente historias de Zé Carioca y de otros personajes de Disney, mas también trabajando con todos los personajes de los que la editora adquiriera los derechos, como los de Hanna-Barbera. Otros artistas continuaron desarrollando historias para personajes infanto-juveniles extranjeros, como los contratados por RGE, produciendo páginas para revistas de personajes exitosos como The Phantom, Caballero Negro, Flecha Ligera y Mandrake el mago. La Editorial Abril se encargó también de la generación de espacios para el desarrollo de personajes y autores brasileros, como la revista Crás! (1974-1975), satíricos como Satanésio (de Ruy Perotti) y Kaktus Kid (de Canini, dibujante de Zé Carioca).
En los años 1970 comenzó a circular en el Brasil la revista MAD en portugués, que además del material original, traía trabajos de artistas nacionales, entre los que se destaca Ota. El éxito de esa publicación, contribuyó al surgimiento de revistas similares, como Pancada y Crazy.
No obstante, se siguieron produciendo obras en otros géneros: superhéroes, western y terror. En los últimos meses de 1969 nació el artista marcial enmascarado Judoca, considerado el principal superhéroe brasilero (apareció en una película de 1973 protagonizada por Pedro Aguinaga y Elizângela). Dentro de la estética del spaghetti western fueron creados Johnny Pecos y Chacal, entre otros.
En la línea de la crítica política y social apareció la revista O Balão, fundada por Laerte y Luiz Gê, y publicada por alumnos de la Universidad de São Paulo. Tuvo una duración de diez números, y en ella publicaron autores que serían reconocidos artistas del medio, como los hermanos Paulo y Chico Caruso, Xalberto, Sian y Guido (o Gus), entre otros. En 1976 la Editora Grafipar, decidió ingresar al mercado de las historietas, y en 1978 Claudio Seto montó un área de historietas en la editora. Entre los autores publicados estuvieron Mozart Couto, Watson Portela, Rodval Matias, Ataíde Braz, Sebastião Seabra, Franco de Rosa, Flávio Colin, Júlio Shimamoto y Gedeone Malagola, entre otros.

### ¿Cómic underground o una nueva generación en el mercado? (1980-1990)
En la década de 1980 se consolidó el trabajo artístico de varios historietistas brasileros, tales como Angeli, Glauco y Laerte, que ayudaron a establecer el cómic underground en el Brasil (aunque, algunos opinan que no les cabe este calificativo porque sus producciones eran vendidas dentro del mercado; underground serían O Balão y otras publicaciones de los años setenta, vendidas de mano en mano). Otros denominaron a esta generación de artistas como representantes del pos-underground. Ellos trabajaron para Circo Editorial en revistas como Circo e Chiclete com Banana. Los tres produjeron en conjunto las aventuras de Los Três Amigos (sátira western con temáticas brasileras) y separados crearon personajes como Rê Bordosa, Geraldão y Overman e Piratas do Tietê. Más tarde se unió a Los Três Amigos el gaúcho Adão Iturrusgarai. Los cuatro publican actualmente, tiras y humor gráfico, en Folha de São Paulo y lanzan álbumes para diversas editoras (principalmente Devir Livraria). Otro historietista que tuvo éxito en esta época y que continuó en la década siguiente es Miguel Paiva, creador de los personajes Radical Chic, Gatão de Meia Idade y dibujante de las tiras del detective Ed Mort, también adaptados para la televisión, el teatro y el cine.
El periódico Folha de São Paulo también publicó tiras de Caco Galhardo (Pescoçudos) y Fernando Gonsales (Níquel Náusea). En ese período, comenzaron a editarse muchas publicaciones independentes (fanzines), en el marco del boom de la historieta en el país a mediados de los años 1980, causado por la gran aceptación de productos importados, material innovador que diera forma a la llamada Era de bronce de los cómics. Una de las publicaciones que mayor repercusión tuvo fue el fanzine SAGA, que incorporó la innovación técnica al realizar impresiones profesionales y a todo color, algo anormal para una publicación de estas características, normalmente fotocopiadas. Sus miembros continúan publicando en la actualidad, como Alexandre Jurkevicius y su personaje Peralta, A. Librandi se desemepña en el ámbito publicitario y Walter Junior continua ilustrando. En esos años también fueron publicadas las aventuras de Leão Negro, de Cynthia y Ofeliano de Almeida. Las tiras aparecían en el periódico O Globo, y también se realizó un álbum publicado tanto en Brasil como en Portugal, y en revistas y fanzines especializados.
En 1983, una ley del Congreso obligó a los periódicos a incluir un 50% de series producidas por artistas brasileros en sus publicaciones. La misma pbligación recayó en las editoriales responsables de los comic-book.

### Nuevo impulso (1990-2000)
En la década de 1990, el cómic ganó impulso con la realización de la Bienal de Quadrinhos do Rio de Janeiro (en 1991 y 1993) y otra en Belo Horizonte (1997). Este evento, realizado en gran cantidad de los centros culturales de las ciudades, contó, en cada versión, con: un público de decenas de millares de personas, la presencia de un sinnúmero de artistas de la historieta internacionales y prácticamente todos los grandes historietistas nacionales, exposiciones, debates, películas, cursos, juegos de rol, entre otras actividades. En 1995, la Editora Abril Joven, bajo la dirección de Elizabeth Del Fiore, firmó un contrato con los ilustradores Jóta y Sany, autores de Turma do Barulho, cuyo universo, diagramación y diseño de personajes, habían resultado innovadores en relación con los otros personajes de la época. A través de un lenguaje irreverente, Toby, Babi, Milu, Kid Bestão, Bobi, entre otros, vivían aventuras dentro de un ambiente escolar lejos de ser políticamente correcto, donde los guiones eran desarrollados a partir de la idea del humor por el humor. Turma do Barulho fue uno de los proyectos que mayor tiempo se mantuvo en el mercado durante aquel periodo, siendo editado primero por Abril Joven y luego por Press Editora. A pesar del éxito obtenido, incluso hoy se desconoce el motivo por el cual los autores abandonaron la publicación, retornando a sus actividades como autores e ilustradores de narraciones dedicadas al público infantil.
También, por esos años, surgió una generación de nuevos artistas, que fueron contratados por las editoras estadounidenses de superhéroes más reconocidas a nivel mundial: DC Comics y Marvel Comics. Entre otros Mike Deodato y Luke Ross.
Aunque continuaron apareciendo nuevas revistas dedicadas a la historieta brasilera, como Bundas (actualmente no editada), Outra Coisa (con información sobre arte independiente) y Caô, se puede considerar que el cómic todavía no consiguió afirmar en Brasil.

### Cuadrinhosen internet (2000-)
A finales de la década de 1990 y comienzo del siglo XXI, surgieron en internet diversas historietas brasileras, destacándose, por un lado, Combo Rangers, creado por Fábio Yabu. Este cómic tuvo tres capítulos en la internet (Combo Rangers, Combo Rangers Zero y Combo Rangers Revolution, que quedó incompleta), una miniserie impresa (Combo Rangers Revolution, publicada por Editora JBC en el año 2000 y que cuenta con 3 ediciones). Posteriormente, se editó una revista mensual también por JBC (entre agosto de 2001 y julio de 2002) y, más tarde, por Panini Comics (entre enero de 2003 y febrero de 2004).
Por otro lado, Lipe Diaz y Gabriela Santos Mendes crearon Amigos da Net, obra que obtuvo un premio en la expocom y difundido por medio de los portales Ibest y Globo.com.
En 2003 fue lanzada la colección Cabeça Oca, del goiano Christie Queiroz. Las tiras del personaje impulsaron nuevas publicaciones como Ozzy, de Angeli.
Creados por Anísio Serrazul, Os Guerreiros da Tempestade, forman un grupo de superhéroes, y comenzaron a ser publicados por ND Comics a comienzos de 2005. El director comercial es también su guionista: Fábio Azevedo. El dibujo tiene una línea estética que sigue la de los cómics norteamericanos. Las aventuras son las primeras en distribuirse en la totalidad del país.
Guerreiros da Tempestade contará con una adaptación a un largometraje animado producido por Diler & Associados. Será su tercer trabajo, luego de haber realizado Xuxinha e Guto Contra os Monstros do Espaço y Turma da Mônica em Uma Aventura no Tempo. La iniciativa es la primera animación de superhéroes a realizarse en el país. En 2009, los personajes volvieron a ser publicados por la Editora Kelps y su lanzamiento se produjo en la XIV Bienal Internacional del Libro de Río de Janeiro.

## Investigación académica
En 1990 los profesores Álvaro de Moya, Antonio Luis Cagnin y Waldomiro Vergueiro crearon el Núcleo de Investigación de Historietas, ahora llamado Observatorio de Historietas (Observatório de Histórias em Quadrinhos) en el ámbito de la Escuela de Comunicaciones y Artes, perteneciente a la Universidad de São Paulo con el fin de coordinar estudios y debates sobre la historieta, publicando en revistas especializadas, y también participando en la organización de eventos y en encuentros nacionales e internacionales del área.